# Malacopteron
Malacopteron är ett fågelsläktet i familjen marktimalior inom ordningen tättingar. Släktet omfattar sex arter som förekommer i Filippinerna och Sydostasien från Thailand till Sumatra, Borneo och Java:
- Sotkronad timalia (M. affine)
- Gråbröstad timalia (M. albogulare)
- Fjällkronad timalia (M. cinereum)
- Rostkronad timalia (M. magnum)
- Mustaschtimalia (M. magnirostre)
- Visseltimalia (M. palawanense)